# 忘れもの/チャック
「忘れもの／チャック」（わすれもの／チャック）は、オレスカバンドの2枚目のシングル。2007年3月7日にSony Music Associated Records/TERRY DOLLAR RECORD$から発売された。

## 解説
初のダブル表題曲シングル。
DVD付の完全生産限定盤。
CDのみの通常盤は未発売。

## 収録曲

### CD
全作曲：いかす
全編曲：オレスカバンド
1. 忘れもの　4:14
  - 作詞：たえさん
  - 大阪安達学園グループ『大阪観光専門学校･大阪ビジネスカレッジ専門学校』コマーシャルソング
2. チャック　10:57
  - 作詞：もりこ

### DVD
1. 忘れもの
2. 忘れもの（メイキングビデオ）
3. チャック
4. メンバーコメント
5. ツアーロール